# Bisfosfoglicerato mutasi
La bisfosfoglicerato mutasi è una mutasi, cioè un enzima appartenente al gruppo delle isomerasi, che converte l'1,3-bifosfoglicerato in 2,3-bifosfoglicerato:
1,3-fosfo-D-gliceroil fosfato = 2,3-bisfosfo-D-glicerato
L'enzima catalizza, più lentamente, anche le reazioni catalizzate dalla fosfoglicerato mutasi e dalla bisfosfoglicerato fosfatasi. In precedenza, l'enzima è stato classificato come una transferasi (EC 2.7.5.4).

## Meccanismo d'azione
Esistono diverse isoforme di fosfoglicerato mutasi. L'isoforma presente in molte piante e molti batteri è costituita di una sola subunità, con un cofattore Mn che favorisce la catalisi. Decisamente differente è l'isoforma presente in Saccharomyces cerevisiae, costituita di quattro subunità identiche (a formare un omotetramero). L'isoforma umana presenta subunità estremamente simili a quelle del lievito, ma in numero di due (omodimero).
L'enzima umano presenta un residuo conservato di istidina, in grado di spostare il fosfato da una parte all'altra della molecola. Nonostante possa sembrare logico lo spostamento del fosfato dalla posizione 3 alla 2, in realtà l'enzima svolge esattamente il compito opposto.
La prima attività dell'enzima, infatti, è quella di rimuovere un fosfato in posizione 3 da una molecola di 2,3-bisfosfoglicerato (ottenendone una di 2-fosfoglicerato, prodotto finale di reazione). Il fosfato rimosso rimane legato al residuo di istidina dell'enzima, venendo successivamente attaccato alla molecola di 3-fosfoglicerato (substrato della reazione), che così rigenera il 2,3-bisfosfoglicerato in attesa di un nuovo substrato da modificare. La presenza di 2,3-bisfosfoglicerato (ed in quantità notevoli) è dunque necessaria perché il residuo di istidina, indispensabile per la reazione, sia sempre fosforilato.